# Robert Arzumanian
Robert Norajri Arzumanian (orm. Ռոբերտ Նորայրի Արզումանյան, ur. 24 lipca 1985 w Erywaniu) – ormiański piłkarz występujący na pozycji obrońcy, reprezentant Armenii w latach 2005–2016.

## Kariera klubowa
Arzumanian zawodową karierę rozpoczął w sezonie 2003 w Pjuniku Erywań. W debiutanckich rozgrywkach rozegrał 5 spotkań. Przez pierwsze dwa lata pełnił rolę rezerwowego. Od początku sezonu 2005 stał się jego podstawowym graczem. W 2006 roku zdobył pierwszą bramkę w trakcie gry w lidze ormiańskiej. W klubie grał przez pięć sezonów, rozgrywając 87 meczów i zdobywając 6 bramek. Z Pjunikiem wywalczył pięciokrotnie mistrzostwo Armenii (lata 2003-2007), krajowy puchar (2004) oraz dwa Superpuchary Armenii (2005, 2007). W styczniu 2008 roku został zawodnikiem duńskiego Randers FC. W Superligaen zadebiutował 6 kwietnia tegoż roku w wygranym 2:0 pojedynku z Odense Boldklub. W sezonie 2008/09 zajął z klubem 5. miejsce w tabeli. Reprezentował ten klub przez cztery lata.
28 stycznia 2011 roku podpisał trzyipółletnią umowę z Jagiellonią Białystok. Arzumanian po dwóch nieudanych sezonach, w których rozegrał 11 spotkań ligowych w niejasnych okolicznościach opuścił klub z Podlasia. W Jagiellonii występował z numerem 25. 27 lutego 2015 został piłkarzem rosyjskiego Amkar Perm. W lutym 2016 roku wypożyczono go na okres 10 miesięcy do kazachskiego klubu Szachtior Karaganda. Po zakończeniu okresu wypożyczenia rozwiązał swój kontrakt z Amkarem i ogłosił zakończenie gry w piłkę nożną. W 2018 roku wznowił karierę podpisując umowę z Arcach FC, jednak z powodu szeregu urazów nie rozegrał w barwach tego klubu żadnego oficjalnego spotkania.

## Kariera reprezentacyjna
W drużynie narodowej zadebiutował 18 marca 2005 w towarzyskim meczu z Kuwejtem (1:3). Pierwszego gola w kadrze strzelił 2 czerwca 2007 w wygranym 2:1 spotkaniu eliminacji do Mistrzostw Europy 2008 z Kazachstanem (2:1). Łącznie w latach 2005–2016 rozegrał w drużynie narodowej 74 mecze i zdobył 5 bramek.

## Sukcesy
Pjunik Erywań
- mistrzostwo Armenii: 2003, 2004, 2005, 2006, 2007
- Puchar Armenii: 2004
- Superpuchar Armenii: 2005, 2007

FK Aktöbe
- mistrzostwo Kazachstanu: 2013
- Superpuchar Kazachstanu: 2014